# Bohdan Nikišyn
Bohdan Serhijovyč Nikišyn (* 29. května 1980 Dněpropetrovsk, Sovětský svaz) je ukrajinský sportovní šermíř, který se specializuje na šerm kordem. Ukrajinu reprezentoval od roku 2000. V roce 2004, 2008 a 2016 se účastnil olympijských her v soutěži jednotlivců a soutěži družstev. S ukrajinským družstvem získal v roce 2015 titul mistra světa.